# Калван (Вагуш)
Калван (порт. Calvão; МФА: [kaɫ.ˈvɐ̃w]) — парафія в Португалії, у муніципалітеті Вагуш. Розташована в західній частині країни, на теренах історичної португальської провінції Бейра. Входить до складу округу Авейру. За адміністративним поділом, чинним до 1976 року, терени парафії були складовою провінції Берегова Бейра. Належить до Авейрівської діоцезії Католицької церкви. Патрон — Серце Ісуса. Площа — 14,8441 км². Населення — 2014 ос. (2011). Середньо урбанізований регіон. Густота населення — 135,68 осіб/км²
. Код — 011801.

## Населення
| 1940  | 1950  | 1960  | 1970  | 1981  | 1991  | 2001  | 2011  |
| 2 670 | 3 197 | 3 302 | 1 805 | 1 635 | 1 744 | 2 010 | 2 014 |